# 克烏尼亞馬略科山
16°40′13″S 70°00′00″W / 16.67028°S 70.00000°W
克烏尼亞馬略科山（Qiwña Milluku），是秘魯的山峰，位於該國南部莫克瓜大區和普諾大區，由卡魯馬斯區和聖羅薩區負責管轄，屬於安地斯山脈的一部分，海拔高度5,200米。